# Shawn Christian
Shawn Christian est un acteur américain né le 18 décembre 1965 à Grand Rapids, dans le Michigan (États-Unis).

## Biographie
Après de brillantes études en marketing, Shawn Christian prend goût et se forme à la comédie avec une troupe d'improvisation à Chicago. Il débute sur le petit écran en 1994 avec un rôle régulier dans As the World Turns. Il quitte le soap après 3 saisons et multiplie ensuite les apparitions dans des séries comme Notre belle famille, V.I.P, Les Experts ou encore Spin City. En 2001, il est le gynécologue de Rachel dans Friends. La liste des séries dans lesquelles il tient des rôles récurrents est également impressionnante : Charmed (1999), Beverly Hills 90210, Preuve à l'appui (2001), Les anges de la nuit (2002) et Missing:disparus sans laisser de trace (2004) ne sont que les plus connues.
Après une saison dans le soap One Life to Live (2002), il devient l'un des meilleurs amis de Lori Loughlin dans Summerland (2004) pendant 2 ans. À l'arrêt de la série, il reprend son statut de guest star dans les séries à succès Boston justice (2005), Les Experts : Manhattan, Will et Grace (2006) et Las Vegas.
Il ne néglige toutefois pas le grand écran puisqu'il tient un rôle dans Beautiful (2000) sous la direction de Sally Field, puis dans la comédie romantique 50 Façons de perdre l'amour (2004).
Depuis plus de 10 ans, Shawn vit avec Deborah Quinn, une ancienne mannequin qui est aussi la mère de Taylor Cole. En 2000,  Shawn et Deborah ont eu un fils prénommé Kameron.

## Anecdotes
- Il est allé à la Rogers High School du Wyoming, dans le Michigan. Il a obtenu son diplôme en 1984
- Il est ensuite allé à la St. University à Big Rapids, également dans le Michigan. Il a obtenu son diplôme en 1989.
- Il a rencontré sa femme Deborah en 1991, alors que les deux auditionnaient pour une publicité.
- Il a été nommé en tant que "Star masculine la plus sexy" par le Soap Opera Digest magazine en 1995.
- Son fils unique, Kameron, est né en juillet 2000.
- Il est le beau-père de Taylor Cole, sa covedette dans la série Summerland.

## Filmographie

### Cinéma
- 2000 : De toute beauté (Beautiful) : Wink Hendricks
- 2001 : Tremors 3 : Le Retour (Tremors 3: Back to Perfection) (vidéo) : Desert Jack Sawyer
- 2004 : 50 Ways to Leave Your Lover : Rory Reisman
- 2006 : For Your Consideration : Pilgrim Man
- 2008 : Mating Dance : Ken
- 2008 : Appelez-moi Dave (Meet Dave) : Lieutenant Left Arm
- 2009 : Only One Can Play : Alex
- 2009 : Small Town Saturday Night : Tommy

### Télévision

#### Séries télévisées
- 1997 : As the World Turns (41 épisodes) : Mike Kasnoff #1
- 1997 : Brentwood (Pacific Palisades) (saison 1, épisodes 11, 12 & 13) : Quinn Ragowski
- 1997 : Ellen (saison 5, épisode 4) : Danny
- 1997 : Malcolm & Eddie (saison 2, épisode 9) : Trevor
- 1997 : Nom de code : TKR (Team Knight Rider) (saison 1, épisode 5) : Adam Galbreth
- 1997 : Men Behaving Badly (saison 2, épisode 5) : The Plumber
- 1998 : Notre belle famille (Step by Step) (saison 7, épisode 16) : Officer Adams
- 1998 : Wind on Water (4 épisodes) : Val Poole
- 1999 : La croisière s'amuse, nouvelle vague (The Love Boat: The Next Wave) (saison 2, épisode 13) : Nick
- 1999 : Charmed (saison 1, épisodes 15, 18 & 19) : Josh
- 1999 : Beverly Hills 90210 (Beverly Hills, 90210) (5 épisodes) : Wayne
- 2000 : Sarah (Time of Your Life) (saison 1, épisode 9) : Randall
- 2000 : Pensacola (Pensacola: Wings of Gold) (saison 3, épisodes 4, 8 & 14) : Dr Lawrence Brandon
- 2000 : V.I.P. (saison 3, épisode 6) : Michael Ellins
- 2001 : Les Experts (CSI: Crime Scene Investigation) (saison 1, épisode 15) : Chad Matthews
- 2001 : Preuve à l'appui (Crossing Jordan) (saison 1, épisode 6, 8 & 9) : Adam Flynn
- 2001 : Spin City (saison 6, épisode 12) : Santa
- 2001 : Friends (saison 8, épisode 11) : Dr Schiff
- 2002 : Les Chroniques du mystère (The Chronicle) (saison 1, épisode 17) : Dennis
- 2002 : Haunted (saison 1, épisode 6) : Detective Sykes
- 2002 : Le Drew Carey Show (The Drew Carey Show) (saison 8, épisode 9) : Grant
- 2002 : On ne vit qu'une fois (One Life to Live) : Ross Rayburn
- 2002-2003 : Les Anges de la nuit (Birds of Prey) (8 épisodes) : Wade Brixton
- 2002 : Becker (saison 5, épisodes 3 & 15) : Kevin
- 2003 : Six Sexy (Coupling) (saison 1, épisode 6) : Thad
- 2004 : Shérifs à Los Angeles (10-8: Officers on Duty) (saison 1, épisode 14) : Stephen James
- 2004 : Happy Family (saison 1, épisode 21) : Hair Dresser
- 2004 : Missing : Disparus sans laisser de trace (1-800-Missing) (saison 2, épisodes 12 & 13) : FBI Special Agent Darren Merritt
- 2005 : Summerland (26 épisodes) : Johnny Durant
- 2005 : Boston Justice (Boston Legal) (saison 2, épisodes 1, 2 & 3) : Tim Bauer
- 2005 : Hot Properties (saison 1, épisode 2) : John
- 2005 : Les Experts : Manhattan (CSI: NY) (saison 2, épisode 10) : Ryan Chisholm
- 2006 : Will et Grace (saison 8, épisode 17) : Travis
- 2006 : Les Experts : Miami (CSI: Miami) (saison 5, épisode 1) : Carl Silvers
- 2006 : Las Vegas (5 épisodes) : Dr Derek Stephenson
- 2006 : Runaway (saison 1, épisodes 3, 8 & 9) : Dr Fisher
- 2007 : Ghost Whisperer (saison 2, épisode 16) : Wyatt Jenkins
- 2007 : Side Order of Life (saison 1, épisode 7) : Jack Sager
- 2007 : Shark (saison 2, épisode 10) : Kerry Conklin
- 2007 : 12 Miles of Bad Road (saison 1, épisode 6) : Jasper Case
- 2008-2020 : Des jours et des vies (Days of Our Lives) : Dr Daniel Jonas
- 2010-2016 : Venice the Series (39 épisodes) : Brandon
- 2012 : Melissa & Joey (saison 2, épisode 10) : Sam Davis
- 2013 : Addicts Anonymous (saison 1, épisodes 1 & 6) : Christian Goldberg
- 2017 : Famous in Love (12 épisodes) : Alan Mills
- 2018 : The Rookie : Le Flic de Los Angeles (saison 1, épisode 6) : Jeremy Hawke

#### Téléfilms
- 2002 : Red Skies de Larry Carroll & Robert Lieberman : David Cross
- 2003 : L'amour en cadeau (Undercover Christmas) de Nadia Tass : Jake Cunningham
- 2005 : L'Héritage de la passion (Murder in the Hamptons) de Jerry Ciccoritti : Danny Pelosi
- 2008 : The Last Chance de Ion Ionescu : Kelly
- 2010 : Le Trésor secret de la montagne (Secrets of the Mountain) de Douglas Barr : Tom Kent
- 2016 : Assassinées de mère en fille (Hidden Truth) de Steven R. Monroe : Michael Evans
- 2017 : Quand le piège se referme... (Unwritten Obsession) de David Martín Porras : Paul
- 2018 : Adopte-moi ou je te tuerai (Mommy Be Mine) de Sean Olson : Steve
- 2019 : Les petits meurtres de Ruby : témoin silencieux (Ruby Herring Mysteries: Silent Witness) de Paul Ziller : John Herring
- 2019 : L'amour c'est mieux en vrai (Love in the Sun) de Rich Newey : Micah